# 꽃섬
"꽃섬"은 2001년에 개봉한 대한민국의 영화이다.

## 캐스팅
- 서주희 : 옥남 역
- 임유진 : 유진 역
- 김혜나 : 혜나 역
- 손병호 : 남편 두식 역
- 최지연 : 영란 역
- 정승길 : 박희진 역
- 박길수 : 버스기사 역
- 김홍수 : 양광남 역
- 백현진 : 만식 역
- 류동원 : 의사 역
- 조영찬 : 호텔노인 역
- 유인수 : 산속노인 역
- 장영규 : 밴드 역
- 볼빨간 : 산속노인 역
- 김일 : 버스기사 동생 역
- 김주복 : 난장이 역
- 최민금 : 술집 여주인 역
- 고용하 : 어부 역
- 김다은 : 옥남 딸 역

## 수상
- 2001년 제6회 부산국제영화제 뉴 커런츠상
- 2001년 제6회 부산국제영화제 국제비평가협회상
- 2001년 제6회 부산국제영화제 PSB관객상
- 2001년 제4회 디렉터스 컷 시상식 올해의 신인 감독상 - 송일곤
- 2002년 제3회 부산영화평론가협회상 신인여우상 - 김혜나